# Вагановское сельское поселение
Вага́новское се́льское поселение — упразднённое муниципальное образование в Промышленновском районе Кемеровской области. Административный центр — село Ваганово.

## География
Поселение граничит с северо-востока с Тарасовским, с востока — с Пушкинским сельскими поселениями Промышленновского района, с юго-востока — с Демьяновским, Драченинским, Чкаловским, Шабановским и Краснинским сельскими поселениями Ленинск-Кузнецкого района, с юга — с Урским сельским поселением Гурьевского района, с запада — с Кудринским и Сурковским сельсоветами Тогучинского района Новосибирской области.
На территории расположен Государственный природный зоологический заказник «Салаирский»

## История
Вагановское сельское поселение образовано 17 декабря 2004 года в соответствии с Законом Кемеровской области № 104-ОЗ. С 2019 года - Вагановский территориальный отдел

## Население
| 2010  | 2011  | 2012  | 2013  | 2014  | 2015  | 2016  |
| ----- | ----- | ----- | ----- | ----- | ----- | ----- |
| 3015  | ↗3020 | ↘2996 | ↘2949 | ↘2878 | →2878 | ↘2846 |
| 2017  | 2018  | 2019  |       |       |       |       |
| ↘2809 | ↘2751 | ↘2735 |       |       |       |       |

## Состав сельского поселения
| № | Населённый пункт | Тип населённого пункта       | Население |
| - | ---------------- | ---------------------------- | --------- |
| 1 | Ваганово         | село, административный центр | 1507      |
| 2 | Журавлёво        | село                         | 1127      |
| 3 | Иван-Брод        | деревня                      | 0         |
| 4 | Касимовка        | деревня                      | 20        |
| 5 | Прогресс         | деревня                      | 361       |

## Администрация
Администрация поселения находится по адресу: Ваганово, ул. Центральная, 28.

## Экономика
На территории Вагановского сельского поселения в деревне Журавлёво находится горнолыжный туркомплекс Танай